# Joshua Waitzkin
Joshua Waitzkin (Nueva York, 4 de diciembre de 1976), conocido como Josh Waitzkin, es un jugador de ajedrez con título de Maestro Internacional, competidor de artes marciales y autor. Reconocido en su infancia como “niño prodigio del ajedrez”, ganó el Campeonato de Ajedrez Junior de los Estados Unidos en 1993 y 1994. En el campo de las artes marciales ha sido ganador de cinco títulos nacionales de tai chi chuan. Es cinturón negro de jiu-jitsu brasileño tras entrenar con el campeón mundial Marcelo Garcia.

## Trayectoria
De familia judía, comenzó a jugar ajedrez a la edad de seis años, y aprendió fijándose en las partidas al aire libre mientras paseaba con su madre por el Washington Square Park en el estado de Nueva York. Fue apadrinado por unos años por el famoso Bruce Pandolfini, autor y profesor de ajedrez. Durante sus años de estudiante en la Dalton School en Nueva York, condujo a la escuela a ganar seis campeonatos de equipo nacionales entre el tercer y el noveno grado, además de sus ocho títulos individuales.
El primer maestro de ajedrez al que venció fue Edward Frumkin, en una partida que se caracterizó por un notable sacrificio de la dama y de la torre por parte de Waitzkin para llegar a jaque mate en seis jugadas. Waitzkin tenía tan solo 10 años en ese momento.
A los 18 años, con ayuda de su padre, escribió su primer libro: Attacking Chess, donde habla sobre las distintas estrategias ofensivas que usa en sus juegos. Más tarde decidió alejarse del ajedrez y comenzó a tomar clases de artes marciales, en busca de relajación. Pero al cabo de cinco años ya había ganado el campeonato de tai chi chuan de Estados Unidos en tres categorías.
Fascinado por la manera en que podía aprender con facilidad disciplinas completamente diferentes, decidió tratar de entender cómo funcionan los métodos de aprendizaje en las personas. Así, en el 2007 publicó el libro The Art of Learning (El arte de aprender).
En el 2008, Waitzkin fundó The Art of Learning Project (El Proyecto del Arte del Aprendizaje), una organización educativa dedicada a un enfoque individualizado del aprendizaje. Él mismo funge como director de esta organización.

### Película
En 1993, Paramount Pictures retrató la historia de cómo Joshua Waitzkin se convirtió en un prodigio del ajedrez en la película En busca de Bobby Fischer, con un guion basado en el libro escrito por el padre de Joshua, Fred Waitzkin: Searching For Bobby Fischer: The Father of a Prodigy Observes the World of Chess (En busca de Bobby Fischer: el padre de un prodigio observa el mundo del ajedrez). El libro y la película cuentan de manera biográfica la historia de Joshua desde que se sienta por primera vez ante un tablero de ajedrez a sus seis años de edad hasta que compite por el campeonato nacional.